# Stamnodes cannonaria
Stamnodes cannonaria är en fjärilsart som beskrevs av William Schaus 1927. Stamnodes cannonaria ingår i släktet Stamnodes och familjen mätare. Inga underarter finns listade i Catalogue of Life.